# Anjani Putra
Anjaniputhraa (Tạm dịch: Con trai của Anjani) là một phim masala hành động tiếng Kannada Ấn Độ do A. Harsha đạo diễn và sản xuất bởi M. N. Kumar. Bộ phim có Puneeth Rajkumar và Rashmika Mandanna thủ vai nhân vật chính.P. Ravishankar, Ramya Krishnan, Mukesh Tiwari và Chikkanna thủ vai nhân vật phụ. Ravi Basrur sáng tác nhạc phim và nhạc nền phim, trong khi điện ảnh và chỉnh sửa được xử lý tương ứng bởi Swamy J. và Deepu S. Kumar. Bộ phim được làm lại từ phim tiếng Tamil của đạo diễn Hari Poojai (2014).
Bộ phim được chính thức ra mắt vào ngày 6 tháng 2 năm 2017 và nhiếp ảnh chính bắt đầu một tuần sau đó. Đoạn phim quảng cáo được ra mắt vào ngày 24 tháng 11 năm 2017 cùng với buổi ra mắt âm thanh được tổ chức bởi Puneeth Rajkumar sở hữu công ty PRK Audio.
Bộ phim được phát hành vào ngày 21 tháng 12 năm 2017 trên khắp Karnataka. Khi phát hành, bộ phim đã nhận được nhiều ý kiến trái chiều từ các nhà phê bình. đã thu thập hơn 40 Crore và được tuyên bố thương mại tại phòng vé.

## Diễn viên
- Puneeth Rajkumar vai Viraj, con trai của Anjana Devi
- Rashmika Mandanna vai Geetha
- Ramya Krishnan vai Anjana Devi
- Mukesh Tiwari vai Bhairava
- P. Ravishankar vai SP Surya Prakash
- Akhilendra Mishra vai Raj Thakur
- V. Manohar vai bố Geetha
- Seetha Kote vai mẹ Geetha
- Sadhu Kokila vai Phục vụ ở nhà Viraj
- Chikkanna vai phục vụ Chikkanna ở nhà Viraj
- Mithra vai Karimale, bạn của Viraj
- Harini Chandra vai dì Viraj
- Hariprriya vai số mặt hàng 1234 Shille Hodi
- Cockroach Sudhi vai Suri, Cánh tay phải của Bhairava

## Nhạc
Ravi Basrur đã sáng tác các bài hát và ghi điểm cho bộ phim. Âm thanh của bộ phim đã được bán cho PRK Music thuộc sở hữu của chín Puneeth Rajkumar. Âm thanh được phát hành vào ngày 24 tháng 11 năm 2017 cùng với sự ra mắt của PRK Music.
| STT              | Nhan đề            | Phổ lời            | Singer(s)                        | Thời lượng |
| ---------------- | ------------------ | ------------------ | -------------------------------- | ---------- |
| 1.               | "Anjaniputhraa"    | Kinnal Raj         | Ravi Basrur, Srinivas, Mohan     | 2:33       |
| 2.               | "Magariya"         | Chethan Kumar      | Sachin Basrur                    | 3:04       |
| 3.               | "Geetha"           | Ravi Basrur        | Vijay Prakash, Supriya Lohith    | 3:31       |
| 4.               | "1234 Shille Hodi" | V. Nagendra Prasad | Puneeth Rajkumar, Chandan Shetty | 3:33       |
| 5.               | "Chanda Chanda"    | Pramod Maravante   | Ravi Basrur, Anuradha Bhat       | 3:19       |
| 6.               | "Saahukaaraa"      | K. Kalyan          | Vijay Prakash                    | 3:00       |
| Tổng thời lượng: | Tổng thời lượng:   | Tổng thời lượng:   | Tổng thời lượng:                 | 19:05      |